# Pórtico de Octavia

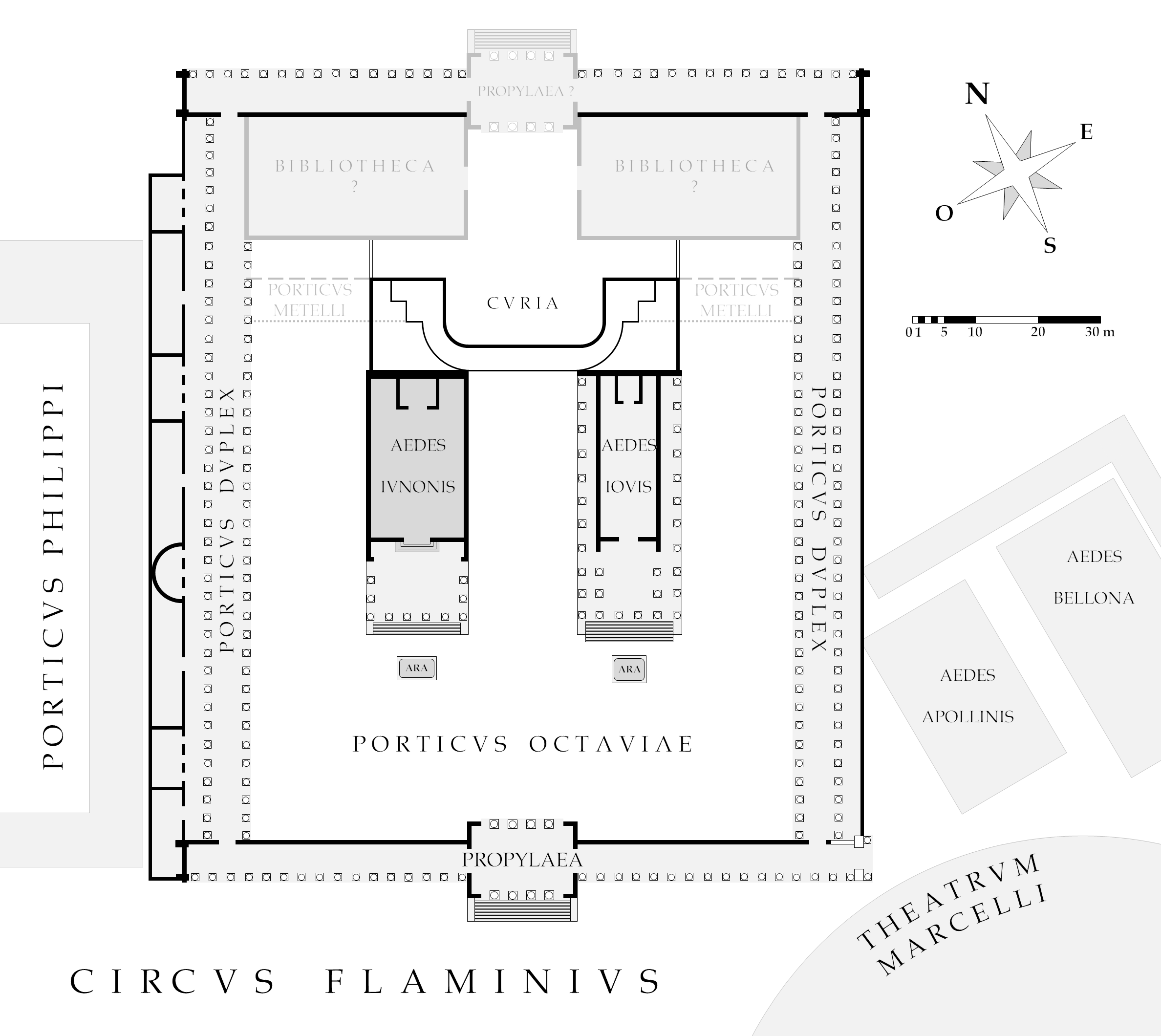
Planta del pórtico de Octavia

El Pórtico de Octavia (en latín: Porticus Octaviae; en italiano: Portico di Ottavia) es una antigua construcción romana ubicada en la zona sur del Campo de Marte de la ciudad de Roma.

## Historia
Fue construido en el 27 a. C por una de las primeras impulsoras de la ciudad, Octavia la Menor, hermana del emperador romano Augusto. Se trata de la primera construcción pública construida por una mujer en Roma en ocho siglos, según la investigadora Margaret Woodhull, de la Universidad de Colorado (Denver). Fue edificado en el lugar del antiguo Pórtico Metelo (Porticus Metelli), rodeando a los templos de Júpiter y de Juno y junto al Teatro de Marcelo. 
Sufrió un incendio el año 80 d. C., siendo restaurado probablemente por Domiciano, y posteriormente de nuevo restaurado por Septimio Severo y Caracalla tras un segundo incendio. Estaba adornado con mármoles extranjeros, y albergaba muchas obras de arte famosas.
Además de los templos, el recinto tenía numerosas esculturas helenísticas e incluía dos bibliotecas, una destinada a libros en griego y la otra a libros en latín, levantadas por Octavia en memoria de su hijo Marcelo. 
Durante la época medieval, fue utilizado como mercado de pescado, cuyo uso perduró hasta finales del siglo XIX. La denominación de la iglesia de Santo Ángel en Pescheria (en español Santo Ángel de la Pesquería) situada anexa al pórtico recuerda esta anterior utilidad. 
El monumento ha sido restaurado en el 2017, tras un año de trabajo en el que se han limpiado las superficies y consolidado la estructura.  
El pórtico se encuentra en el rione de Sant'Angelo, centro del ghetto de Roma.
| Planimetría del Campo de Marte meridional |
| --- |
| Tíber Navalia Circo Flaminio Teatro de Marcelo T. de Diana T. de la Piedad T. de Jano T. de Juno T. de Speos Templo de Belona Templo de Apolo Sosiano Pórtico de Octavia Templo de Juno Regina Pórtico de Octavia Pórtico de Filipo T. de Hércules Pórtico de Octavio Teatro de Balbo Cripta Balbi Pórtico de Minucius T. de las Ninfas Diribitorium T. de Juturna T. de la Fortuna T. de Feronia T. de los Lares Permarini Curia de Pompeyo Pórtico de Pompeyo Teatro de Pompeyo Templo de Venus Victrix Templo de Marte Santuario de Hércules Magnus Custos Templo de Cástor y Pólux Puente Fabricio Isla Tiberina Porticus Maximae T. de Neptuno Divorum Villa Pública Hecatostylum T. de la Fortuna ecuestre Anfiteatro de Estatilio Tauro (?) |